# Rabo-espinhoso-de-cassin
Rabo-espinhoso-de-cassin, andorinhão-de-cassin ou rabo-espinhoso-grande (Neafrapus cassini) é uma espécie de andorinhão da família Apodidae.
Pode ser encontrada nos seguintes países: Angola, Camarões, República Centro-Africana, República do Congo, República Democrática do Congo, Costa do Marfim, Guiné Equatorial, Gabão, Gana, Libéria, Nigéria, Serra Leoa e Uganda.